# Musiques de Grand Theft Auto IV: The Lost and Damned

Grand Theft Auto: The Lost and Damned rajoute des musiques aux radios déjà existantes de GTA IV.

## We Know the Truth
- The Martin Serious Show, talk-show

## Electro choc
- Major Lazer (feat. Leftside & Supahype) - Jump Up
- Daniel Haaksman (feat. DJ Miltinho) - Kid Conga
- Boy 8-Bit - A City Under Siege
- Crookers (feat. Kardinal Offishall & Carla Marie) - Put Your Hands on Me (a cappella)
- The Chemical Brothers - Nude Night
- Crookers (feat. Solo) - Bad Men
- Miike Snow - Animal (a cappella)
- Jahcoozi - Watching You (Oliver $ Remix
- Crookers (feat. Nic Sarno) - Boxer
- SonicC - Stickin
- Black Noise - Knock You Out (Andy George Remix)
- Mixhell (feat. Jen Lasher & Oh Snap)- Boom Da (Crookers Mix)
- Crookers (feat. Kelis) - No Security

## Beat 102.7

### Statik SelektahShow
- Termanology - Here in Liberty City
- Freeway - Car Jack
- Saigon - Spit
- Skyzoo - The Chase Is On
- Consequence - I Hear Footsteps
- Talib Kweli - My Favorite Song

### Funkmaster FlexShow
- Busta Rhymes - Arab Money (featuring Ron Browz)
- Busta Rhymes - Conglomerate (featuring Young Jeezy & Jadakiss)
- B.o.B - Auto-Tune
- T.I. - Swing Ya Rag (featuring Swizz Beatz)
- Ron Browz - Jumping Out the Window
- DJ Khaled - Go Hard (featuring Kanye West and T-Pain)
- Kardinal Offishall - Dangerous (Remix) (featuring Akon and Sean Paul)
- John Legend - Green Light (featuring André 3000)
- Kanye West - Love Lockdown

## Liberty City Hardcore
- At the Gates - Slaughter of the Soul"
- Drive By Audio - Jailbait
- Celtic Frost - Inner Sanctum
- Entombed - Drowned
- Sepultura - Dead Embryonic Cells
- Deicide - Dead by Dawn
- Cannibal Corpse - I Cum Blood
- Bathory - Call From the Grave
- Kreator - Awakening of the Gods
- Terrorizer - Fear of Napalm

## Radio Broker
- Monotonix - Body Language
- Blonde Acid Cult - Shake It Loose
- Kill Memory Crash - Hell on Wheels
- Magic Dirt - Get Ready to Die
- Brazilian Girls - Nouveau Americain
- Freeland - Borderline
- Kreeps - The Hunger (Blood in My Mouth)
- Japanther - Radical Businessman
- Foxylane - Command
- Game Rebellion - Dance Girl (GTA IV Mix)
- The Yelling - Blood on the Steps
- The Jane Shermans - I Walk Alone

## Liberty Rock Radio
- Nazareth - Hair of the Dog
- Styx - Renegade
- Rod Stewart - Every Picture Tells a Story
- Lynyrd Skynyrd - Saturday Night Special
- The James Gang - Funk #49
- The Edgar Winter Group - Free Ride
- Aerosmith - Lord of the Thighs
- Deep Purple - Highway Star
- AC/DC - Touch Too Much
- Foghat - Drivin' Wheel
- The Doors - Five to One
- Alice Cooper - Go to Hell
- Jefferson Starship - Jane
- Iron Maiden - Run to the Hills
- Mötley Crüe - Wild Side
- Saxon - Wheels of Steel
- The Doobie Brothers - China Grove
- Bon Jovi - Wanted Dead or Alive

## K109 the STUDIO
- Sister Sledge - He's The Greatest Dancer
- MACHINE - There but For The Grace Di God Goi
- Candi Staton - Young Hearts Run Free
- Patrick Cowley - Menergy
- Creme D cocoa Do - he dog
- Sylvester - I need you